# Nelson (Arizona)
Nelson es un lugar designado por el censo ubicado en el condado de Pima en el estado estadounidense de Arizona. En el Censo de 2010 tenía una población de 259 habitantes y una densidad poblacional de 227,27 personas por km².

## Geografía
Nelson se encuentra ubicado en las coordenadas 32°25′48″N 111°15′54″O / 32.43000, -111.26500. Según la Oficina del Censo de los Estados Unidos, Nelson tiene una superficie total de 1.14 km², de la cual 1.14 km² corresponden a tierra firme y (0%) 0 km² es agua.

## Demografía
Según el censo de 2010, había 259 personas residiendo en Nelson. La densidad de población era de 227,27 hab./km². De los 259 habitantes, Nelson estaba compuesto por el 81.85% blancos, el 1.54% eran afroamericanos, el 1.54% eran amerindios, el 1.16% eran asiáticos, el 0% eran isleños del Pacífico, el 13.51% eran de otras razas y el 0.39% pertenecían a dos o más razas. Del total de la población el 27.03% eran hispanos o latinos de cualquier raza.